# Сечеле
Сечеле (рум. Săcele) — місто у повіті Брашов в Румунії, що має статус муніципію.
Місто розташоване на відстані 134 км на північ від Бухареста, 8 км на південний схід від Брашова.

## Населення
За даними перепису населення 2002 року у місті проживали 29 915 осіб.
Національний склад населення міста:
| Національність            | Кількість осіб | Відсоток |
| ------------------------- | -------------- | -------- |
| румуни                    | 21364          | 71,4%    |
| угорці                    | 7164           | 23,9%    |
| цигани                    | 1291           | 4,3%     |
| німці                     | 75             | 0,3%     |
| українці                  | 3              | < 0,1%   |
| чанго                     | 3              | < 0,1%   |
| поляки                    | 2              | < 0,1%   |
| італійці                  | 2              | < 0,1%   |
| росіяни-липовани          | 1              | < 0,1%   |
| татари                    | 1              | < 0,1%   |
| серби                     | 1              | < 0,1%   |
| євреї                     | 1              | < 0,1%   |
| не вказали національність | 4              | < 0,1%   |

Рідною мовою назвали:
| Мова                  | Кількість осіб | Відсоток |
| --------------------- | -------------- | -------- |
| румунська             | 22677          | 75,8%    |
| угорська              | 7141           | 23,9%    |
| німецька              | 62             | 0,2%     |
| циганська             | 20             | 0,1%     |
| українська            | 3              | < 0,1%   |
| російська             | 2              | < 0,1%   |
| італійська            | 2              | < 0,1%   |
| польська              | 1              | < 0,1%   |
| не вказали рідну мову | 4              | < 0,1%   |

Склад населення міста за віросповіданням:
| Релігія                                       | Кількість осіб | Відсоток |
| --------------------------------------------- | -------------- | -------- |
| православні                                   | 20633          | 69,0%    |
| лютерани (Синодально-пресвітеріанська церква) | 4551           | 15,2%    |
| римо-католики                                 | 1480           | 4,9%     |
| п'ятдесятники                                 | 1009           | 3,4%     |
| реформати                                     | 1008           | 3,4%     |
| унітарії                                      | 164            | 0,5%     |
| лютерани                                      | 136            | 0,5%     |
| греко-католики                                | 117            | 0,4%     |
| адвентисти                                    | 111            | 0,4%     |
| лютерани (Аугсбурзького сповідання)           | 111            | 0,4%     |
| бретрени                                      | 77             | 0,3%     |
| старообрядці                                  | 77             | 0,3%     |
| не релігійні                                  | 45             | 0,2%     |
| баптисти                                      | 23             | 0,1%     |
| атеїсти                                       | 9              | < 0,1%   |
| юдеї                                          | 8              | < 0,1%   |
| мусульмани                                    | 5              | < 0,1%   |
| не вказали релігію                            | 20             | 0,1%     |

## Зовнішні посилання
- Дані про місто Сечеле на сайті Ghidul Primăriilor